# Kronologija Domovinskog rata: lipanj 1992.

### 1. lipnja
- Hrvatska u Parizu, primljena u punopravno članstvo Organizacije UN za obrazovanje, znanost i kulturu (UNESCO).[1]
- Predsjednik Tuđman predao diplomatske vjerodajnice novoimenovanom ambasadoru Republike Hrvatske pri UN dr. Zvonimiru Šeparoviću.[1]
- Hrvatska ne pristaje biti europska ili civilizacijska provincija, rekao predsjednik Tuđman na tradicionalnim Danima Sveučilišta u Zagrebu.[1]
- Dosad u Republici Hrvatskoj za ratne zločine prijavljeno ukupno 616 osoba.[1]
- Već četiri dana traje barbarsko razaranje Dubrovnika. Četnici ponovno uništavaju spomenike kulture neprocjenjive vrijednosti.[1]
- Posljednjih sedam dana Slavonski Brod nemilosrdno se razara iz četničkih uporišta u Bosni.[1]
- U Bosni i Hercegovini, kako javlja Radio BiH, po službenim vladinim podacima, registrirano 1.200.000 izbjeglica.[1]
- Brojni ultimatumi i pozivi na lojalnost, organizirani medijski linč, ubojstva, progon, uhićenja i odvođenje civila u koncentracijske logore upućuju da Srbi na prostoru općine Prijedor provode genocid nad tamošnjim Hrvatima i Muslimanima.[1]
- Zrakoplov JAT-a iz smjera Beograda sletio na atenski aerodrom, unatoč embargu Vijeća sigurnosti UN protiv Jugoslavije.[1]
- Bivši njemački ministar inozemnih poslova Hans-Dietrich Genscher zatražio da srpskom predsjedniku Slobodanu Miloševiću sudi Međunarodni sud pravde u Haagu.[1]

### 2. lipnja
- Beograd financira rat zlatnim rezervama bivše Jugoslavije, priopćili agenciji Reuter izvori bliski tržištu zlata.[1]
- Američki tjednik Time nazvao Miloševića krvnikom Balkana.[1]
- Srbijanski ministar vanjskih poslova Vladislav Jovanović, prema njemačkom listu Die Welt, prijetio američkom državnom tajniku Jamesu Bakeru srpskom terorističkom tajnom organizacijom Crna ruka.[1]
- Pola milijuna stanovnika Sarajeva suočeno s općom gladi.[1]

### 3. lipnja
- Skupština Zapadnoeuropske unije (WEU) poziva zemlje članice da razmotre oružanu kontrolu embarga tzv. SFRJ.[1]
- Srpsko-Crnogorska vojska već šesti dan uzastopce topništvom razara Dubrovnik.[1]
- Ustaška žrtva iz svibnja 1990. Miroslav Mlinar, poznati samokoljač iz Benkovca, koji je za potrebe srpske politike iskorišten za srpsku pobunu na tlu Hrvatske, optužen u Zadru da je sudjelovao u četničkom masakru nad civilima u selu Škabrnja.[1]
- S naftnih izvora u Đeletovcima, pod kontrolom UNPROFOR-a, četnici kradu naftu, zamijetili izviđači Hrvatske vojske.[1]
- Italija protjerala YU ambasadora Dušana Štrpca.[1]
- Rumunjska odgađa proglašenje sankcija protiv tzv. Jugoslavije.[1]

### 4. lipnja
- U Tordincima kod Vinkovaca, nedaleko od katoličke crkve, pripadnici ruskog bataljuna UNPROFOR-a pronašli masovnu grobnicu sa 208 leševa ubijenih Hrvata, koji su tu bačeni zajedno s uginulim životinjama.[1]
- U posjetu Hrvatskoj rabin dr. Bernard Cohen, direktor organizacije Life Plus Clergy Network iz Los Angelesa.[1]
- Proturječno Ghalijevo izvješće na neformalnim konzultacijama pred Vijećem sigurnosti UN u izravnoj opreci s mišljenjem većine članova Vijeća.[1]
- U Beogradu diplomati, novinari i stranci doživljavaju razne neugodnosti, a prijeti im se i smrću.[1]
- Mauretanija priznala Hrvatsku.[1]

### 5. lipnja
- NATO suglasan da podupire mirovne operacije KESS i izvan zone svojih članica, jasna je poruka Beogradu da je Sjevernoatlantski savez odlučan osigurati provedbu embarga protiv Srbije i Crne Gore.[1]
- Dubrovčani već osmi dan zaredom u skloništu.[1]
- Slano, mjesto nedaleko od Dubrovnika, potpuno je uništeno, opljačkano i potom temeljito spaljeno fosforom, potvrdio užasnut prizorom i šef kanadske misije Sam Hanson.[1]
- Zapovjednik UNPROFOR-a u sektoru Istok Rus Aleksandar Hromčenkov obećao u Vinkovcima da će ubuduće naftu u Đeletovcima čuvati vojnici UN.[1]
- U Sarajevu počelo iseljavanje zloglasne vojarne Maršal Tito.[1]

### 6. lipnja
- Vijeće sigurnosti priprema rezoluciju o slanju mirovnih snaga u BiH. Predloženo slanje dva bataljuna od 1,200 vojnika iz sastava NATO.[1]
- Dva pripadnika UNPROFOR-a ranjena između Peruče i Vrlike kad je njihova ophodnja naišla na četničku minu.[1]
- Vojno tužiteljstvo Bjelovar podnijelo zahtjev za provođenje istrage protiv 805 osoba s područja Grubišnog Polja, zbog oružane pobune protiv Hrvatske.[1]
- Slovenija uputila memorandum Badinterovoj komisiji u kojem se protivi da SR Jugoslavija bude nasljednik SFRJ.[1]
- Beograd napustilo 38 ambasadora, nakon prihvaćanja sankcija UN protiv tzv. Jugoslavije.[1]
- Osnovana PPN Ludvig Pavlović. HMS: Obilježena 28. obljetnica utemeljenja PPN ‘Ludvig Pavlović’  Arhivirana inačica izvorne stranice od 16. prosinca 2020. (Wayback Machine) Hrvatski medijski servis. 6. lipnja 2020. Pristupljeno 6. lipnja 2020.[1]

### 7. lipnja
- Dubrovčani proveli i deseti dan zaredom u skloništima.[1]
- Mostar u posljednja dva dana doživio najjače četničke napade od početka rata.[1]

### 8. lipnja
- U Bosnu i Hercegovinu su otišli oni vojnici iz hrvatskih redova koji su bili dobrovoljci pristigli iz BiH u obranu Hrvatske, rekao na konferenciji za novinstvo u Zagrebu predsjednik Tuđman.[1]
- U prometnoj nesreći u selu Medak u blizini Gračaca poginula tri francuska pripadnika UNPROFOR-a.[1]
- Rusija se i dalje protivi isključivanju tzv. SR Jugoslavije iz članstva KESS-a.[1]
- Postrojbe HVO-a u nezadrživom prodoru na desnoj i lijevoj strani Neretve osvojile jako četničko uporište Tasovčiće.[1]

### 9. lipnja
- Vijeće sigurnosti odlučilo poslati plave kacige u Sarajevo kako bi se aerodrom osposobio za prihvat humanitarne pomoći.[1]
- U Zagrebu održan veliki međunarodni hitni sastanak o pomoći prognanicima i izbjeglicama.[1]
- Ministar inozemnih poslova BiH Haris Silajdžić u dramatičnom apelu zatražio da NATO spasi Sarajevo.[1]
- Nijemci zgranuti beskonačnim zločinima u BiH, a tisak poziva na kuvajtsko rješenje protiv Srbije.[1]

### 10. lipnja
- U susretu s misijom Svjetske banke u Zagrebu, ministar obnove Republike Hrvatske Slavko Degoricija priopćio da se ukupna ratna šteta u Hrvatskoj procjenjuje na oko 20 milijardi dolara, no ona nije i konačna.[1]
- Srpski zrakoplovi zasuli položaje branitelja Sarajeva kazetnim bombama i bojnim otrovima, javlja Radio BiH.[1]
- Beograd je stvorio čudovište, izjavio zamjenik državnog sekretara SAD Lawrence Eagleburger u New Yorku.[1]

### 11. lipnja
- HVO u žestokom naletu razbio četnička uporišta na Humu, Orlovcu, Vardi i oslobodio naselje Jasenicu, čime je razbijen neprijateljski obruč oko Mostara.[2]
- Nakon što je Italija donijela Zakon Boniver, talijanska manjina se u Istri rapidno povećava.[2]
- Četnici iz spomen-grobnice, pretvorene u bunker, razarali Čapljinu.[2]
- U Beogradu održano prvo zasjedanje Vijeća republika treće Jugoslavije, tzv. SRJ.[2]
- SAD i Njemačka traže da se tzv. SRJ isključi iz svih najvažnijih međunarodnih institucija.[2]

### 12. lipnja
- Američki State Department odlučno protiv isključivog prava Srbije i Crne Gore na nasljedstvo imovine bivše SFRJ.[2]
- Okružni sudu Šibeniku najavio početak suđenja devetorici oficira jugoarmije, na čelu s ratnim zločincem Ratkom Mladićem.[2]
- U Dalju, prema svjedočenju prognanika koji su uspjeli pobjeći iz četničkih logora, u masovnoj grobnici našlo smrt 320 Vukovaraca, među njima i novinar Siniša Glavašević.[2]
- Vojni sud u Bjelovaru dosad dobio zahtjev za pokretanje istrage zbog oružane pobune za više od 3.000 osoba, a najavljeni i novi zahtjevi.[2]
- Dvojica stranih novinara ranjena u Sarajevu, izvjestitelj španjolskog dnevnika El Mundo Alfonso Rojo i fotograf France pressa Georges Gobet.[2]

### 13. lipnja
- Američki senatori prihvatili Prijedlog rezolucije potpore međunarodnoj vojnoj intervenciji radi zaustavljanja srpskog ratnog divljanja.[2]
- Srbovojska onemogućava bilo kakvu humanitarnu pomoć za 3500 stanovnika okupiranog Cavtata.[2]
- Sedam tisuća žrtava, dosadašnja je bilanca rata u BiH, izvijestio Krizni štab za zdravstvo te republike.[2]
- U novom progonu Hrvata iz benkovačke općine protjerana još 52 Hrvata.[2]
- U Osijeku podignute optužnice protiv 422 hrvatska vojnika koji su se ogriješili o zakon.[2]
- Jugovojska bombardirala klor-alkalni kompleks Polihema u Tuzli.[2]
- U središtu Beograda nastrijeljena poznata novinarka londonskog Timesa Dessa Trevisan.[2]

### 14. lipnja
- Srpski barbari u Biskupiji nedaleko Knina, na hrvatskim arheološkim spomenicima, izgradili uzletište.[2]
- Prema podacima Glavnog sanitetskog stožera Hrvatske, od 17. kolovoza 1990. do 14. lipnja 1992. poginulo 3.858 osoba, a 20.138 ih je ranjeno.[2]
- Pobunjeni hrvatski Srbi u selu Rodaljice kod Benkovca ubili četvoro Hrvata, unatoč nazočnosti UNPROFOR-a.[2]
- Iz 32 hrvatska sela u općini Glina protjerano oko 7.200 Hrvata.[2]
- U Njemačkoj, u samo prvih pet mjeseci 1992. godine, 62.000 građana bivše Jugoslavije zatražilo politički azil.[2]

### 15. lipnja
- U telefonskom razgovoru predsjednici Tuđman i Izetbegović dogovorili zajedničku izjavu u kojoj izjavljuju da odmah treba prići uspostavljanju diplomatskih odnosa između Hrvatske i BiH na razini ambasada.[2]
- Hrvatsko vijeće obrane na mostarskom bojištu potpuno razbilo četničku vojsku.[2]
- Stručnjaci UNPROFOR-a ustvrdili da je aerodrom Butmir u Sarajevu u izvrsnom stanju.[2]
- Već 18. dan za redom Dubrovčani se nalaze u skloništima.[2]
- Predsjednik nove državne tvorevine tzv. Savezne Republike Jugoslavije Dobrica Ćosić.[2]

### 16. lipnja
- U Sisku počelo suđenje optuženima za ratne zločine, na čelu s potpukovnikom bivše JNA Slobodanom Tarbukom.[2]
- Sve češći primjeri šverca gorivom pripadnika UNPROFOR-a za tzv. SAO krajinu.[2]
- Glavni tajnik UN i dalje ostaje pri ravnomjernoj podjeli odgovornosti za tzv. jugoslavensku krizu.[2]
- Ministar inozemnih poslova BiH Haris Silajdžić u službenom pismu predsjedavajućem Vijeća sigurnosti UN izjavio da se HVO bori u okviru jedinstvenih snaga vlade BiH.[2]
- Međunarodna košarkaška federacija (FIBA) isključila reprezentaciju SRJ iz kvalifikacija za Olimpijske igre u Španjolskoj.[2]
- Predsjedništvo BiH, koje ima nadležnost Skupštine, izabralo novu Vladu, s predsjednikom Jurom Pelivanom, javio Radio-BiH.[2]

### 17. lipnja
- Cestom Spasa, kroz planinske vrleti, iz Bosne preko Hercegovine u primorje dosad prošlo oko 300.000 izbjeglica.[2]
- Okupirana sela vinkovačke općine četnici potpuno opljačkali i razrušili.[2]
- Selo Nuštar, nakon Vinkovaca, najrazorenije mjesto u Hrvatskoj.[2]
- U sarajevskoj četvrti Dobrnja poginuo novinar slovenske Mladine Ivo Štandekar.[2]
- U Ministarstvu inozemnih poslova Slovenije prognoziraju da će najmanje pet godina potrajati na terenu proces razgraničavanja između Republike Slovenije i Republike Hrvatske.[2]
- Na slovensko-mađarskoj granici u konvoju humanitarne pomoći Srpske pravoslavne crkve iz Slovenije krijumčareno dvanaest prijenosnih radio-stanica.[2]
- Postrojbe HVO oslobodile mostarsku zračnu luku Ortiješ.[2]

### 18. lipnja
- Danas treba započeti druga faza akcije UNPROFOR-a u sektoru Istok - razoružanje svih vojnih i paravojnih jedinica i povlačenje jugovojske- iako i prva faza - povlačenje teškog oružja - još nije u cijelosti provedena.[2]
- Svjetska organizacija opet ustuknula pred velikosrpskim razaranjem Sarajeva: odgođena operacija aerodrom zbog žestokih borbi u Sarajevu.[2]
- Odgovor predstojnika Ureda predsjednika Republike Hrvatske Helsinki Watchu u povodu optužbi da hrvatska Vlada sprječava slobodu govora, izražavanja i okupljanja u Hrvatskoj: za optužbe protiv novinara mjerodavan jedino sud.[2]
- Direktor civilnih poslova UNPROFOR-a Cedric Thornberry doputovao u Zagreb.[2]
- U Ramu stigao prvi hrvatski tenk.Ovdje pročitajte izvorni tekst: Autor: Braniteljski: U Ramu stigao prvi tenk – 18. lipnja 1992.  Braniteljski. 18. lipnja 2015. Pristupljeno 1. travnja 2020.[2]

### 19. lipnja
- Američki državni sekretar James Baker predlaže bombardiranje Beograda, otkriva New York Times.[2]
- Hrvati umiru pod zaštitom UN, tvrdi vladin povjerenik za općinu Benkovac Duško Kuman, ogorčen nedjelotvornošću UNPROFOR-a.[2]
- Podnesene prijave protiv 76 osoba koje su na dubrovačkom području surađivale s neprijateljem u ratu protiv Hrvatske.[2]
- Stravična statistika rata u BiH: poginulo 7.200 ljudi, teško ranjeno 25.000 osoba, a više od 30.000 vodi se kao nestali, podaci su Republičkog kriznog štaba BiH za zdravstvo.[2]
- Austrija povukla svog ambasadora iz Beograda.[2]
- SRJ isključena iz GATT-a (Ugovor o carinskim tarifama i trgovini).[2]

### 20. lipnja
- Predsjednik Republike Hrvatske dr. Franjo Tuđman primio u Zagrebu nobelovca prof. Roberta Hubera i zahvalio mu što je više od stotinu dobitnika Nobelove nagrade iz cijelog svijeta potpisalo apel za mir u Hrvatskoj.[2]
- Posljednji europski barbari 20. stoljeće, srpsko-crnogorska vojska fosfornim granatama gađala jedinstveni spomenik svjetske kulture - dubrovački Stradun.[2]
- Donedavni šef KOS-a (kontraobavještajne službe bivše JNA) u beogradskom tjedniku NIN priznao da je planirao rušenje demokratski izabrane civilne vlasti u Hrvatskoj i Sloveniji.[2]
- UNPROFOR počeo preuzimati odgovornost za sektor Zapad.[2]
- Rafinerija nafte u Bosanskom Brodu pretrpjela štetu od blizu 200 miljuna dolara, a još toliko su uspjeli spasiti hrabri vatrogasci.[2]
- Iz prijedorskog mjesta Kozarac u Bosanski Brod stiglo 900 izmučenih logoraša Muslimana, koje su Srbi držali u logorima.[2]
- Boutros Ghali predlaže osnivanje stalnih vojnih snaga Vijeća sigurnosti UN.[2]
- U Bosni i Hercegovini proglašeno ratno stanje, javio Radio BiH.[2]
- Prvi otvoreni sukobi između Muslimana i Hrvata. Muslimanske snage u Uskoplju bošnjačke snage postavile su nadzorne točke punktove na kojima su zaustavljali i maltretirali Hrvate, a zauzele su i nadzornu točku HVO Karamustafiće. Pukovnija Ante Bruno Bušić vratila ju je, a u sukobu je poginuo Zvonko Krajina po kojem je uskopaljska bojna Bušića uskoro ponijela ime. Borna Marinić: Poginuli Marijan Presnec i Zvonko Krajina  Hrvatska katolička mreža. 20. lipnja 2020. Pristupljeno 20. lipnja 2020.[2]

### 21. lipnja
- Skandalozno otkriće povrede sankcija UN u Austriji: Srbija izvozi streljivo u SAD.[3]
- S ponosom možemo tvrditi da je hrvatski čovjek svjesno podnosio nedaće rata, jer je znao da su one nužne da bismo došli do slobodne i suverene, nezavisne hrvatske države - rekao na proslavi 750. obljetnice boja s Tatarima na Grobničkom polju kod Rijeke hrvatski predsjednik Franjo Tuđman.[3]
- HVO očistio i posljednja uporišta srpskog agresora u Mostaru.[3]

### 22. lipnja
- U žestokom protuudaru, Hrvatska vojska na šibenskom ratištu oslobodila Miljevce, područje od oko 150 četvornih kilometara.[3]
- Još jedan srpski ratni zločin - masakr u središtu Sarajeva: od eksplozije mine poginulo najmanje petero, a ranjeno 60 civila.[3]
- Postrojbe Hrvatske vojske nisu u BiH, demanti je Ministarstva obrane Republike Hrvatske na sve učestalije napise inozemnih informativnih medija o sudjelovanju HV u ratu u BiH.[3]
- Unatoč preuzimanju odgovornosti UNPROFOR-a, srpska vojska više puta prekršila primirje kod Novske, a tenkovskim granatama pogođen i nadvožnjak kod Starog Grabovca.[3]
- U posljednje dvije godine bilo je sedam pokušaja atentata na predsjednika Predsjedništva BiH Aliju Izetbegovića, izjavio njegov tjelohranitelj Haris Bukovac.[3]
- Francuski zrakoplovi tipa AWACS prate zračni promet nad tzv. Jugoslavijom i Libijom kako bi provjerili da li se poštuju sankcije UN.[3]

### 23. lipnja
- Vlasti BiH zatražile hitnu vojnu intervenciju međunarodne zajednice u ovoj republici.[3]
- U Šibeniku započelo suđenje za ratne zločine protiv civilnog stanovništva i međunarodnog prava oficirima bivše JNA na čelu s Ratkom Mladićem.[3]
- Prognanici iz Aljmaša, Dalja i Erduta nezadovoljni djelovanjem UNPROFOR-a.[3]
- Američki senator Robert Dole zahtijeva hitnu vojnu intervenciju NATO-a u BiH.[3]
- Poslije najtežeg bombardiranja Sarajeva, Francuska odlučila suspendirati slanje humanitarne pomoći u BiH.[3]
- Srbi su u bosanskohercegovačkom gradu Kotor Varošu nastavili provoditi svoju strahovladu nad tamošnjim Hrvatima i Muslimanima: ubili su najmanje 12, a veliki broj su zatočili u zatvore i improvizirane logore.[3]
- Republika Hrvatska i Ujedinjeni Arapski Emirati uspostavili odnose na razini veleposlanika.[3]
- Finale afere o izvozu 18,3 milijuna komada streljiva iz Srbije preko Austrije u SAD: austrijske vlasti stornirale rješenje o tranzitu srpskih metaka.[3]
- Hrvatska postala članice Svjetske zdravstvene organizacije.[3]

### 24. lipnja
- Srbi se odbijaju povući iz ružičaste zone, okupiranog područja Republike Hrvatske koje ne potpada pod zaštitu mirovnih snaga UN, upozorio generala Nambiara predsjednik Državne komisije za UNPROFOR dr. Milan Ramljak.[3]
- Prema podacima Sanitetskog stožera Republike Hrvatske, od 17. kolovoza 1990. do danas u Hrvatskoj poginulo 3,861 osoba, a 20,127 ih je ranjeno.[3]
- Srbi su iz Bosne po prvi put dalekometnim raketama lunama tukli Slavonski Brod. U bombardiranju poginule dvije a ranjeno desetak osoba.[3]
- Odlukom Višeg suda u Sarajevu Srpskoj demokratskoj stranci kao terorističkoj organizaciji zabranjen rad.[3]

### 25. lipnja
- Lord Carrington ne treba se brinuti, ne radi se o vojnom savezu dviju država, već o vojnoj suradnji Hrvata i Muslimana radi odgovora na agresiju protiv BiH, rekao za pariški Le Figaro hrvatski predsjednik dr. Tuđman.[3]
- Glavni stožer UNPROFOR-a seli iz Beograda u Zagreb, izjavio Cedrik Thornberry, direktor za civilne poslove UNPROFOR-a.[3]
- U Domu Hrvatske vojske u Zagrebu održana komemoracija za poginulog hrvatskog borca Miru Barešića.[3]
- U Časničkom centru u Zagrebu završila školovanje prva generacija pričuvnih časnika i dočasnika Hrvatske vojske.[3]
- HVO oslobodio planinski vrh Velež iznad Mostara,s kojeg su Srbi pucali i uništavali grad.[3]
- Srbi divljaju u po gradu Kotor Varošu: ubili su preko 40 Hrvata i Muslimana. U obližnjem selu Kukavicama ubili su šest, a u Vrbanjcima oko 70 uhićenih hrvatskih i muslimanskih civila.[3]

### 26. lipnja
- UNPROFOR i dalje mirno promatra dovoženje novih četnika i ratne tehnike u ružičaste zone, rečeno novinarima u Zadru.[3]
- Radovan Karadžić, čelnik SDS BiH, najavljuje povlačenje srpskog topništva s položaja oko Sarajeva.[3]
- Navodno zaklani Srbi živi i zdravi, ustanovila Policijska uprava u Dubrovniku, reagirajući na dezinformaciju objavljenu preko Radio Crne Gore.[3]
- Srbi zarobili trojicu članova humanitarne organizacije Francuska pomoć pod optužbom da su pripadnici Malteškog reda.[3]
- Američke snage u Europi već su deset dana spremne za humanitarnu intervenciju u Sarajevu, priopćio predstavnik Pentagona.[3]

### 27. lipnja
- Unatoč prisutnosti UNPROFOR-a u sektoru JUG, okupator nastavlja sa zlodjelima i progonom preostalog hrvatskog pučanstva.[3]
- Na vinkovačkom području dosad poginulo oko 400 vojnika i civila, ali ta brojka nije konačna, jer 1.123 osobe vode se kod Crvenog križa kao nestale.[3]
- U svom izvještaju glavni tajnik UN Boutros Ghali prvi put javno naglasio da je srpska strana glavni krivac za rat i ultimativno zatražio od srpskih snaga da najkasnije do danas prekinu napade na Sarajevo i povuku topništvo koje ugrožava zračnu luku.[3]
- Šefovi država i vlada EZ u Lisabonu objavili dosad najoštrije upozorenje Beogradu.[3]

### 28. lipnja
- Francuski predsjednik François Mitterand probio blokadu Sarajeva.[3]
- Vukovarci uputili prosvjedno pismo posredstvom hrvatskog veleposlanika u UN glavnom tajniku UN Boutrosu Ghaliju jer je problem Vukovara i istočne Slavonije u drugom planu aktivnosti svjetske organizacije.[3]

### 29. lipnja
- Svjetska javnost pokušava dokučiti zašto je francuski predsjednik François Mitterand putovao u Sarajevo.[3]
- Hrvatska akademija znanosti i umjetnosti pripremila Nacrt rezolucije o osnivanju međunarodnog krivičnog suda, kojeg će uputiti na sve međunarodne meritorne adrese, posebno unutar UN i EZ.[3]
- UNPROFOR nije demantirao informacije da je na području istočne Slavonije, u sektoru Istok, srpska agresorska vojska, preobučena u teritorijalce, zadržala 40 tenkova.[3]
- Jajcu i Tešnju prijeti egzodus 40,000 ljudi, izjavili u Splitu predstavnici ova dva potpuno opkoljena grada.[3]
- UNPROFOR trebao preuzeti sarajevsku zračnu luku, ali, prema Reuteru, srpske paravojne snage to još ne dozvoljavaju.[3]

### 30. lipnja
- Francuska prigušila balkansku oluju, komentari u većini svjetskih medija Miterrandova kratkog posjeta Sarajevu.[3]
- Skupština Europskog vijeća u Strassbourgu i formalno oduzela bivšoj Jugoslaviji status posebnog gosta, koji joj je odobren 1989, u ovoj najstarijoj europskoj integraciji.[3]
- Sisačka industrija na udaru srpskog topništva.[3]
- Njemačka poslala do danas u Hrvatsku humanitarnu pomoć vrijednu više od 80 milijuna DEM.[3]
- EZ - tigar od papira, izjavio nizozemski poslanik u Europskom parlamentu Arie Ostlander.[3]